# A doua călătorie a vasului Beagle

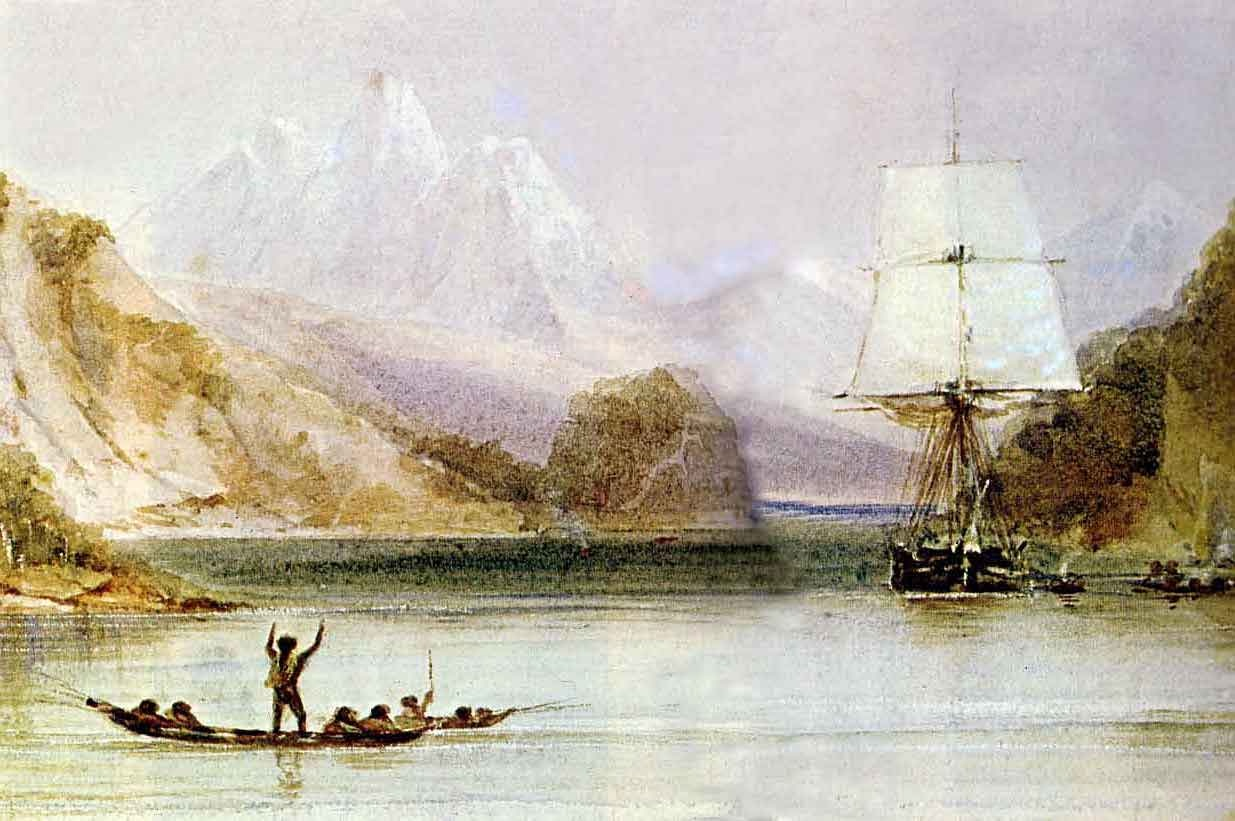
Acuarelă desenată de desenatorul tehnic de pe HMS Beagle, Conrad Martens. Pictată în timpul explorărilor din Țara Focului, ea reprezintă pe băștinași salutând vasul Beagle.

A doua călătorie a vasului HMS Beagle, din 27 decembrie 1831 până în 2 octombrie 1836, a fost a doua expediție științifică efectuată de vasul HMS Beagle, sub comanda căpitanului Robert FitzRoy care preluase comanda și în prima călătorie după ce fostul căpitan s-a sinucis. FitzRoy se gândise deja la avantajele pe care le presupune prezența unui expert în geologie la bord, și a căutat un naturalist care l-ar putea însoți în timp ce vasul este pe mare. Tânărul absolvent Charles Darwin spera să vadă tropicele înainte de a deveni diacon, și a acceptat ocazia oferită. Până la sfârșitul expediției, el deja își construise un nume de geolog și colecționar de fosile, iar publicarea lucrării sale științifice intitulată Călătoria lui Beagle l-a făcut celebru ca scriitor.
Beagle a traversat Oceanul Atlantic, și apoi a efectuat studii hidrografice în preajma coastelor părții sudice a Americii de Sud, revenind prin Tahiti și Australia după un ocol al Pământului. Deși expediția urma să dureze doi ani, ea s-a întins pe aproape cinci.
Darwin a petrecut majoritatea timpului explorând pe uscat: trei ani și trei luni pe uscat, 18 luni pe mare. La începutul călătoriei, el a hotărât că poate scrie o carte despre geologie și avea talent pentru teoretizare. La Punta Alta, a efectuat o descoperire majoră a unor fosile gigantice ale unor mamifere dispărute, pe atunci cunoscute doar după câteva specimene. A colecționat și a observat detaliat plante și animale, cu rezultate care i-au zguduit credința că speciile sunt fixe și a pus bazele ideilor cu care s-a întors în Anglia și care au dus la elaborarea teoriei sale privind evoluția prin selecție naturală.

## Scopurile expediției
Scopul principal al expediției a fost efectuarea unui studiu hidrografic asupra coastelor părții sudice a Americii de Sud, în continuarea unor studii anterioare. Aceasta urma să aibă ca rezultat întocmirea de hărți de navigație ce urmau să prezinte informații privind adâncimea mării și alte asemenea date necesare în scop de război naval sau pentru transporturi comerciale, împreună cu desene ale culmilor de pe uscat văzute dinspre mare, împreună cu altitudinile acelor culmi. În particular, longitudinea orașului Rio de Janeiro, punct de început al acestor studii, era atunci neclar stabilită din cauza unor discrepanțe între diversele măsurători, și misiunea urma să stabilească longitudinea reală cu ajutorul unor cronometre calibrate, și să o verifice prin observații astronomice. Erau necesare și înregistrări continue ale mareelor și ale condițiilor meteorologice.
O prioritate inferioară a fost acordată studierea limanelor din Insulele Falkland și, dacă permitea vremea, a Insulelor Galápagos. Apoi, Beagle urma să se deplaseze în Tahiti și de acolo la Port Jackson, Australia puncte cunoscute pentru verificarea cronometrelor. O altă misiune era efectuarea unui studiu geologic asupra unui atol circular de corali din Oceanul Pacific, inclusiv cercetarea profilului său și al mareelor.

## Contextul și pregătirile

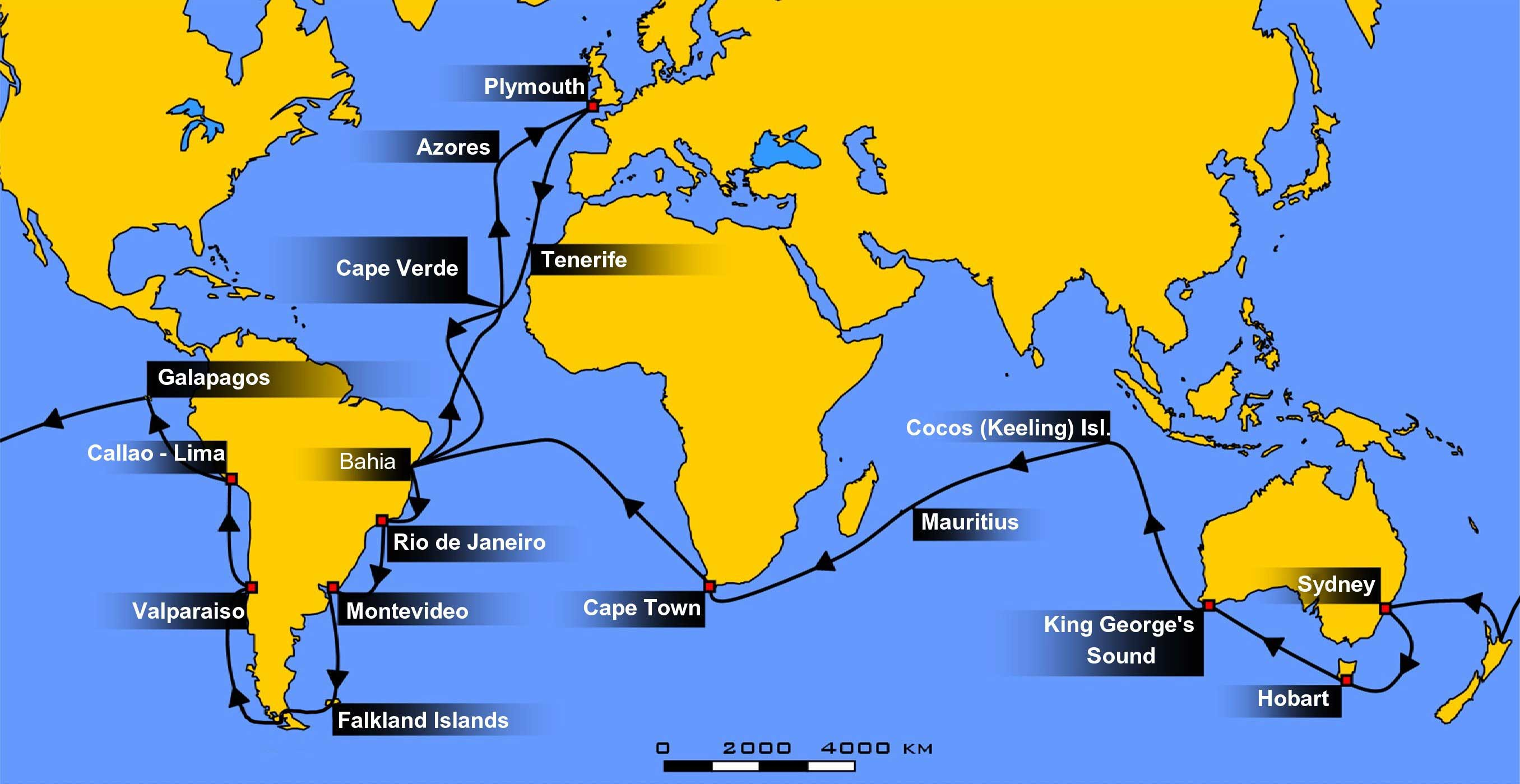
Călătoria lui Beagle

Anterioara expediție geografică în America de Sud a fost efectuată de vasele HMS Adventure și HMS Beagle sub comanda comună a comandorului australian Phillip Parker King. În timpul expediției, căpitanul lui Beagle, Pringle Stokes, s-a sinucis și comanda vasului a trecut în mâinile tânărului aristocrat Robert FitzRoy, nepotul lui George FitzRoy, al IV-lea duce de Grafton. Când o barcă a vasului a fost luată de către băștinașii din Țara Focului, FitzRoy i-a luat ostatici pe unii dintre aceștia. După reîntoarcerea la șantierul naval Plymouth la 14 octombrie 1830, căpitanul King s-a retras din activitate.
La 26 de ani, FitzRoy nutrea speranțe să comande o a doua expediție care să continue Studiul Americii de Sud, dar când a auzit că Lorzii Amiralității nu mai susțineau această a doua călătorie, s-a îngrijorat că nu va mai putea readuce acasă pe localnicii care învățaseră engleză în ideea de a deveni misionari. A ajuns la un acord cu proprietarul unui mic vas comercial pentru a fi dus împreună cu alte cinci persoane în America de Sud, dar un unchi al său a aflat și a contactat Amiralitatea. La scurt timp după aceasta, FitzRoy a aflat că urmează să fie numit comandant al vasului HMS Chanticleer care urma să meargă în Țara de Foc, dar din cauza stării precare a vasului, el a fost înlocuit cu Beagle. La 27 iunie 1831, FitzRoy a fost numit comandant al expediției, fiind secondat de locotenenții John Clements Wickham și Bartholomew James Sulivan.
Căpitanul Francis Beaufort, hidrograful Amiralității, a fost invitat să hotărască în ce măsură se poate continua studiul în această călătorie; el a discutat cu FitzRoy despre o călătorie pe mai mulți ani, inclusiv o continuare a ocolului Pământului pentru stabilirea distanțelor mediane. Beagle a fost reactivat la 4 iulie 1831 sub comanda căpitanului Robert FitzRoy, care a investit generos în recondiționarea sa. Beagle a fost adusă imediat în doc pentru lucrări de reconstrucție și recondiționare. Întrucât avea nevoie de o punte nouă, FitzRoy a cerut ca puntea superioară să fie considerabil înălțată, cu 200 mm la pupa și cu 300 mm la prova. Bricurile-sloop clasa Cherokee aveau reputația de „bricuri-coșciug”, fiind greu de manevrat și expuse scufundării. Îmbunătățind drenajul punții, pentru ca apa să fie evacuată rapid fără a se aduna prea multă la marginea bordului, puntea ridicată a făcut și ca Beagle să se manevreze mai ușor și a redus probabilitatea ca el să se răstoarne. Căptușirea suplimentară a cocii a adăugat încă șapte tone la greutatea sa impozabilă (burthen în terminologia navală engleză) și probabil încă cincisprezece la deplasament. Vasul a fost unul dintre primele care au testat paratrăsnetul inventat de William Snow Harris. FitzRoy s-a asigurat că există la bord 22 de cronometre marine, și cinci exemplare de Sympiesometru, un fel de barometru fără mercur patentat de Alexander Adie și care îi plăcea lui FitzRoy pentru că dădea date precise, necesare la raportul pentru Amiralitate. A angajat un specialist în fabricarea de instrumente matematice pentru a îngriji cele 22 de cronometre ținute în cabina sa, și pe artistul/desenatorul Augustus Earle să călătorească drept simplu pasager. Cei trei localnici din Țara de Foc luați prizonieri în călătoria anterioară urmau să se întoarcă acasă pe Beagle împreună cu misionarul Richard Matthews.
Când a investigat insulele în prima călătorie, FitzRoy a regretat că nimeni la bordul vaselor expediției nu era expert în geologie sau mineralogie, pentru a profita de ocazie să „certifice natura rocilor și pământurilor” din zonele studiate, și era hotărât ca , la o nouă expediție similară, să încerce „să ducă o persoană calificată să examineze pământul; în vreme ce ofițerii, și eu, ne vom ocupa de hidrografie”. În acea vreme, comandantul era expus la stress și singurătate, un exemplu fiind chiar sinuciderea căpitanului Stokes, precum și chiar a unchiului lui FitzRoy, vicontele Castlereagh care se sinucisese și el din cauza stressului produs de prea multă muncă. Aflat pentru prima oară în funcție de conducere cu puteri depline, neavând un superior pe care să-l consulte, FitzRoy a considerat că are nevoie de compania unui gentleman care să-i împărtășească interesul științific și care să ia masa cu el ca egal. A încercat să-l convingă pe prietenul său Harry Chester să vină, dar nu a reușit. Nu era ceva obișnuit ca un naturalist să fie invitat în asemenea expediții ca pasager care să-și plătească propriile cheltuieli, și în august 1831 FitzRoy a scris în grabă Amiralității, probabil prietenului și superiorului său, căpitanul Beaufort, rugându-l să caute un domn, om de știință, bine educat, în acest scop. Invitațiile făcute de Beaufort prin intermediul prietenului său George Peacock de la Universitatea Cambridge pentru părintele Leonard Jenyns, vicar din Swaffham Bulbeck, și pentru profesorul John Stevens Henslow, care aveau alte angajamente, au fost refuzate. Ambii l-au recomandat pe tânărul de 22 de ani Charles Darwin care tocmai își obținuse diploma Bachelor of Arts care era necesară pentru o carieră de pastor, și care tocmai se întorsese dintr-o excursie de studiu geologic efectuată împreună cu Adam Sedgwick.
Ca urmare, la întoarcerea acasă, Darwin a primit o scrisoare din partea lui Henslow în care era descris postul și în care se spunea
| “ | ...că te consider a fi cea mai bine calificată persoană pe care o cunosc care ar putea să întreprindă o asemenea acțiune— afirm aceasta nu deoarece ești un naturalist desăvârșit, ci ca fiind deosebit de calificat pentru colectarea, observarea și notarea a oricărui lucru demn de a fi scris în Istoria Naturală. Peacock are slujba la dispoziția sa și dacă nu poate găsi un om dornic să o ocupe, ocazia probabil că se va pierde— căpt. F. vrea un om (înțeleg eu) mai degrabă drept tovarăș decât drept simplu colector de specimene și nu ar accepta pe oricine oricât de bun ar fi ca naturalist dacă nu i-a fost recomandat și ca gentleman. ... nu s-a ivit niciodată o ocazie mai bună pentru un om cu zel și spirit... Să nu fii modest sau șovăielnic în ce privește calificarea ta căci te asigur că tu ești chiar omul pe care îl caută ei. | ” |

Peacock a scris și că postul este la dispoziția sa și că „Amiralitatea nu este dispusă să plătească un salariu, dar îți vor acorda o numire oficială și toate necesitățile: dacă vei cere un salariu, înclin să cred că se va acorda”. În tot cazul, numirea nu a fost oficială. La început, tatăl lui Darwin a respins propunerea, dar a fost apoi convins de cumnatul lui, Josiah Wedgwood II, să accepte și să finanțeze expediția fiului. Atunci, FitzRoy a scris cerându-și scuze că deja promisese locul unui prieten, dar, după ce Darwin a sosit la un interviu, FitzRoy i-a spus că prietenul său tocmai refuzase oferta, cu doar cinci minute în urmă. Tory după convingerile politice, FitzRoy a fost prudent în ce privește tovărășia acestui tânăr gentleman necunoscut provenit din medii Whig și ei au petrecut o săptămână împreună pentru a se cunoaște. Deși FitzRoy era să-l respingă pe Darwin din cauza formei nasului, care, după părerea lui, indica lipsă de hotărâre, ei s-au găsit reciproc agreabili. FitzRoy a sugerat ca Darwin să contribuie cu până la 500 de lire, iar Beaufort a confirmat că Darwin se poate retrage în orice moment și că poate hotărî singur cărui „organ public” să predea colecțiile sale de specimene.
Darwin s-a implicat apoi în pregătirea echipamentului și a mijloacelor de conservare a specimenelor, cerând sfatul, printre alții, fostului său mentor Robert Edmund Grant. Geologul Charles Lyell i-a cerut lui FitzRoy să înregistreze observații asupra unor trăsături geologice, cum ar fi stânci deosebite. Înainte de a pleca din Anglia, FitzRoy i-a dat lui Darwin o copie a primului volum din Principiile Geologiei de Lyell, în care erau explicate trăsăturile reliefului ca rezultat al unor procese treptate care au loc pe durate de timp extrem de îndelungate. În autobiografia sa, Darwin își amintea că Henslow la sfătuit să facă rost de această carte și să o citească, dar în niciun caz să nu accepte părerile exprimate în ea.

## Călătoria
Beagle trebuia la început să plece la 24 octombrie 1831, dar, din cauza unor întârzieri în pregătirea plecării, aceasta s-a amânat până în decembrie. S-a încercat ridicarea ancorei la 10 decembrie, dar vremea a fost nefavorabilă. În cele din urmă, în dimineața zilei de 27 decembrie, Beagle a plecat din Barn Pool, de sub Mount Edgecumbe din zona vestică a Strâmtorii Plymouth și și-a început expediția de explorare.
FitzRoy gândise organizarea așa încât el și ofițerii să se ocupe de hidrografie, iar Darwin să exploreze uscatul, profitând de expertiza sa în mineralogie și geologie, activitate care i-a lipsit lui FitzRoy în prima călătorie a lui Beagle. Căpitanul trebuia să-și înregistreze studiul scriind documente peste documente, iar Darwin a ținut și el un jurnal zilnic, precum și caiete de însemnări detaliate ale descoperirilor și speculațiilor lui. Caietele lui Darwin demonstrează deplinul profesionalism învățat probabil la Universitatea din Edinburgh când făcea însemnări de istorie naturală explorând țărmurile de la Firth of Forth împreună cu fratele său Erasmus în 1826 și studiind nevertebratele marine împreună cu Robert Edmund Grant în 1827.
Geologia era „principalul interes” al lui Darwin iar notele sale pe acest subiect au fost de aproape patru ori mai multe decât cele de zoologie. În timpul călătoriei, i-a scris surorii lui că „nimic nu e ca geologia; nici plăcerea primelor zile de vânătoare de potârnichi nu se pot compara cu găsirea unui lot frumos cu oase fosile, care-și spun povestea despre vremurile trecute de parcă ar fi vii și ar grăi”. Pentru el, cercetările geologice puneau în joc rațiunea și îi dădeau oportunități de a teoretiza.
Deși studiase geologia în al doilea său an la Edinburgh și o găsise anostă, între Paștele și luna august a anului 1831 el a învățat multe de la Adam Sedgwick și a devenit foarte interesat. Cele câteva luni în care a studiat mici creaturi marine împreună cu Grant fuseseră remarcabil de avansate, iar la Cambridge el adunase cărăbuși, dar era novice în toate celelalte arii ale istoriei naturale. Cercetase geologia și nevertebratele mici, colectând specimene de alte ființe doar pentru ca alți experți să le examineze și să le descrie după ce Beagle se va fi întors în Anglia. Peste jumătate din aceste note de zoologie organizate cu grijă se ocupau de nevertebrate marine, și printre ele se găsesc interpretări cu raționament riguros ale anatomiei lor interne complexe, efectuate în timpul disecției submicroscop a specimenelor sau a experimentelor privind răspunsul lor la stimulare. Printre observațiile sale efectuate pe uscat s-au numărat comentarii intens analitice privind motivele posibile ale comportamentelor observate, ale distribuției și relațiilor ființelor observate cu mediul înconjurător. A profitat de excelenta bibliotecă de istorie naturală a vasului, dar a pus constant sub semnul întrebării corectitudinea cărților citite.

### Insulele din Atlantic
Beagle a trecut pe la Madeira pentru a-și confirma poziția, dar nu a oprit, după care la 6 ianuarie a ajuns la Tenerife în Insulele Canare, dar acolo a fost ținut în carantină din cauza unei epidemii de holeră din Anglia. Deși se aflau foarte aproape de orașul Santa Cruz, nu au fost lăsați să debarce, spre marea dezamăgire a lui Darwin. Ei au plecat mai departe pe vreme din ce în ce mai bună, și la 10 ianuarie Darwin a probat o plasă de plancton pe care o făcuse pentru a fi trasă în spatele vasului, a doua astfel de plasă din istorie. A doua zi, a notat numărul mare de animale colectate la mare distanță de țărm și a scris: „multe din aceste creaturi aflate atât de jos pe scara naturii sunt atât de elegante în formă și bogate în colorit. — îți dă un sentiment de uimire că așa multă frumusețe a fost creată pentru un scop așa mărunt.”
După șase zile, au făcut prima debarcare, la Porto Praya pe insula vulcanică St. Jago din Insulele Capului Verde, și aici începe descrierea pe care Darwin a publicat-o mai târziu în jurnalul The Voyage of the Beagle. Prima sa impresie a fost că insula este una tristă și sterilă, dar după ce a vizitat orașul a ajuns într-o vale adâncă unde a „văzut pentru prima oară splendoarea vegetației tropicale” și a avut „o zi glorioasă”, găsind peisaje și sunete copleșitor de noi. FitzRoy a pus corturi și un observator pe Insula Prepeliței pentru a determina poziția exactă a insulelor, în vreme ce Darwin a colectat numeroase animale marine, delectându-se în coralii tropicali din limanurile mareice, și a cercetat geologia Insulei Potârnichii.
Deși cartea lui Daubeny din biblioteca lui Beagle descria geologia vulcanică a Canarelor, în ea scria că structura Insulelor Capului Verde este „prea imperfect cunoscută”. Darwin a considerat Insula Potârnichii drept cheia înțelegerii structurii insulei St. Jago, și i-a studiat cu grijă stratigrafia după metodele învățate de la Adam Sedgwick. A strâns specimene și a descris un strat alb de stâncă tare formată din corali și scoici zdrobite aflate între straturile de rocă vulcanică neagră, și a observat un strat alb similar trecând orizontal prin stâncile negre de pe St. Jago la 12 m deasupra nivelului mării. Scoicile erau aceleași ca cele de pe plajele de astăzi, iar el a speculat că în vremuri recente din punct de vedere geologic, o curgere de lavă a acoperit acest nisip de scoici de pe fundul mării, după care straturile s-au înălțat încet până la nivelul actual. Cartea lui Charles Lyell, Principles of Geology, prezenta o ipoteză de înălțare treptată și de cădere a scoarței Pământului, ilustrată de modificarea nivelurilor Templului lui Serapis, iar Darwin l-a susținut implicit pe Lyell remarcând că „Dr. Daubeny, când a menționat starea actuală a templului lui Serapis, s-a îndoit de posibilitatea ca suprafața unei țări să se înalțe fără a crăpa clădirile de pe ea. – Mă simt sigur că la St Jago în unele locuri un oraș ar fi putut fi înălțat fără a avaria vreo casă.” Într-o scrisoare adresată lui Henslow, a scris că „geologia a fost cu precădere interesantă și, cred eu, nouă: sunt unele fapte pe o zonă mare cu coaste înălțate ... care l-ar interesa pe Mr. Lyell.” Încă aflat pe insulă, Darwin s-a gândit să scrie o carte despre geologie, și a scris ulterior că „văzând un lucru pe care Lyell nu-l văzuse, acel lucru s-a văzut parțial prin ochii săi”.
De obicei, medicul vasului ocupa și poziția de naturalist, iar medicul lui Beagle, Robert McCormick, căuta faimă și avere ca explorator. La prima lor întâlnire de la începutul călătoriei, Darwin a comentat: „Prietenul meu [McCormick] e un măgar, dar discutăm foarte amiabil”. S-au plimbat împreună prin zona rurală de pe St. Jago, iar Darwin, influențat de Lyell, considera că abordarea medicului este depășită. Ei au găsit un baobab remarcabil, pe care FitRoy l-a măsurat și l-a desenat. Darwin a mai mers ulterior în alte „expediții călare” cu Benjamin Bynoe și cu Rowlett să viziteze Ribeira Grande și São Domingos. FitRoy a prelungit șederea acolo la 23 de zile, pentru a-și termina măsurătorile asupra magnetismului. Darwin a scris apoi lui Henslow că printre obiectele colectate se numărau „mai multe specimene de caracatiță, care avea o putere minunată de a-și schimba culorile; egala oricărui cameleon, & evident imitând schimbările de culoare ale pământului pe deasupra căruia trecea.—verde gălbui, brun închis & roșu erau culorile predominante: acest fapt părea să fie nou, din câte știu eu.” Henslow a răspuns că „faptul nu este nou, dar orice observație proaspătă va fi deosebit de importantă.”
Lui McCormick îi displăceau din ce în ce mai mult favorurile acordate de FitzRoy lui Darwin în ce privește colectarea de specimene. La jumătatea drumului spre Brazilia, FitzRoy a debarcat cu un mic grup, în care se afla și Darwin, pe stâncile Sf. Pavel, găsind păsările marine de acolo atât de blânde încât puteau ușor să fie ucise, în vreme ce un McCormick exasperat a fost lăsat să facă ture în jurul insulelor într-o a doua barcă.
Darwin era în poziția specială de oaspete și egal al căpitanului, astfel că ofițerii de rang inferior i-au spus „sir” până ce căpitanul l-a poreclit pe Darwin Philos de la „filozoful vasului”, iar aceasta a devenit porecla sa.

### Cercetări în America de Sud
Beagle și-a executat apoi munca de cercetare de-a lungul coastelor Americii de Sud, trecând de mai multe ori prin aceleași locuri pentru a efectua măsurători atente și corecturi.
Darwin și-a petrecut mare parte din timp plecat de pe navă, revenind, așa cum s-a convenit, atunci când Beagle revenea în porturile unde se puteau primi trimiteri poștale și de unde Darwin își putea trimite înapoi în Anglia notele, jurnalele și colecțiile. El fusese asigurat că colecțiile vor rămâne ale lui și le-a trimis înapoi lui Henslow la Cambridge. Alte câteva persoane de la bord, între care FitzRoy și alți ofițeri erau naturaliști amatori pricepuți, și i-au acordat lui Darwin un ajutor generos, alcătuind și ei colecții pentru Coroană, pe care apoi Amiralitatea le-a expus la British Museum.
Darwin a efectuat călătorii îndelungate pe uscat cu tovarășii săi. În Patagonia, a mers pe continent cu un grup de gauchos, pe care i-a văzut folosind bolasul pentru a prinde „struți” (nandu), și a mâncat tatu fript.

#### Paradisul tropical și sclavia
La 28 februarie, ei au ajuns pe continent, în orașul Salvador (Bahia), Brazilia, unde numeroase vase mari erau ancorate în golful din dreptul portului. A doua zi, Darwin a fost în călătorie de plăcere, plimbându-se prin pădurea tropicală.
A observat practica sclaviei și a considerat-o respingătoare; când FitzRoy a luat apărarea sclaviei, povestind o vizită la un stăpân de sclavi, ai cărui sclavi au răspuns cu „nu” când au fost întrebați de stăpân dacă vor să fie eliberați, Darwin a sugerat că răspunsurile obținute în asemenea circumstanțe nu valorează nimic. Furios că a fost contrazis, FitzRoy și-a pierdut cumpătul și l-a îndepărtat pe Darwin din preajma sa. Ofițerii vasului dăduseră unor ieșiri similare ale căpitanului numele de „cafea fierbinte” și după câteva ore FitzRoy și-a cerut scuze și l-a rugat pe Darwin să rămână.
Activitățile științifice în zona portului au fost încheiate la 18 martie, iar vasul a plecat în lungul coastei să studieze insulele Abrolhos, și de acolo la Rio de Janeiro unde Darwin a vizitat orașul după care a efectuat o expediție în interiorul continentului. În acel moment, Robert McCormick ajunsese să se simtă „foarte dezamăgit în așteptările mele de a-mi efectua cercetările istorice, în calea calea mersului meu pe uscat pentru a strânge colecții punându-se toate piedicile posibile” în timp ce Darwin primea toate invitațiile din partea demnitarilor de pe țărm și a primit ajutor la împachetarea colecțiilor. Cu permisiunea amiralului comandant, McCormick a părăsit vasul în aprilie 1832 și s-a întors în Anglia. Medicul asistent Benjamin Bynoe a fost numit medic al expediției în locul său.

#### Descoperiri fosile
În timp ce Beagle era ancorat la Bahía Blanca, Darwin și FitzRoy au plecat într-o „foarte plăcută croazieră în jurul golfului” în ziua de 22 septembrie 1832, și la circa 18 km de vas au ancorat o vreme la Punta Alta. Pe stâncile litorale din acel loc Darwin a găsit roci conglomerate cu numeroase scoici și dinți fosilizați, precum și oase de mamifere gigantice dispărute, în straturile de sub un strat de pământ cu scoici și fosile de tatu, care l-au dus cu gândul mai mult la depozite mareice îndelungate decât la o catastrofă. A fost ajutat (probabil, printre alții, și de tânărul marinar Syms Covington care era servitorul lui) să strângă numeroase fosile în decursul mai multor zile.
Mare parte din a doua zi a fost ocupată de excavarea unui craniu mare pe care Darwin l-a găsit înglobat într-o rocă moale, și care lui i se părea că se aseamănă unuia de rinocer. În ziua de 8 octombrie s-a întors la sit, și a găsit o mandibulă cu dinți, pe care a reușit să le identifice cu ajutorul cărții Dictionnaire classique de Bory de Saint-Vincent. A scris acasă o descriere a acestor rămășițe și a craniului celui mare ca fiind fosile de Megatherium, sau poate de Megalonyx, și a observat emoționat că singurele astfel de specimene din Europa sunt încuiate în colecția regală de la Madrid. În același strat, a găsit o mare suprafață de plăci poligonale dintr-o armură osoasă. Primul său gând a fost că ele provin de la un tatu enorm, similar micilor creaturi omniprezente în zonă, dar din descrierea derutantă făcută de Cuvier specimenelor de la Madrid și dintr-o relatare recentă din presă despre o fosilă găsită de Woodbine Parish, Darwin a început să creadă că armura osoasă se identifică cu cele de Megatherium. Cu FitzRoy, Darwin a călătorit circa 54 km de-a latul golfului până la Monte Hermoso în ziua de 19 octombrie, găsind acolo numeroase fosile ale unor rozătoare mici, spre deosebire de uriașele mamifere edentate de la Punta Alta. În noiembrie, de la Buenos Aires, a „cumpărat fragmente din niște oase enorme”, despre care a fost „asigurat că aparțin foștilor uriași!!”, după care a profitat de orice ocazie de a procura fosile „cu aur sau prin galop”.
La Montevideo, în noiembrie, i-au parvenit de acasă o copie a celui de al doilea volum din Principiile geologiei de Charles Lyell, o negare a lamarckismului în care nu exista strămoș comun pentru diferite specii sau un progres de ansamblu în corelație cu lentele modificări geologice, ci doar un ciclu continuu în care speciile apăreau în mod misterios, adaptate îndeaproape unor „centre de creație”, după care dispăreau atunci când mediul se schimba în dezavantajul lor.

#### Țara de Foc

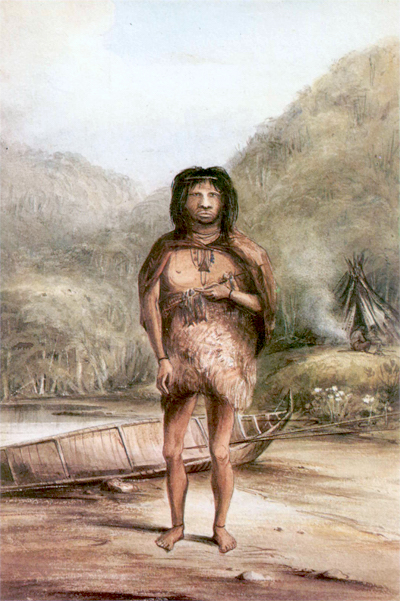
Întâlnirea lui Darwin cu băștinașii din Țara de Foc în călătoria cu Beagle l-a făcut să creadă că civilizația evoluase în timp de la o stare mai primitivă.

Au ajuns în Țara de Foc la 18 decembrie 1832 iar Darwin a fost surprins de ceea ce considera a fi sălbăticia băștinașilor Yaghan, în contrast izbitor cu comportamentul „civilizat” al celor trei băștinași care erau aduși ca misionari (fiind botezați York Minster, Fuegia Basket și Jemmy Button). A descris prima sa întâlnire cu localnicii ca fiind „fără excepție cel mai curios și mai interesant spectacol pe care l-am privit vreodată: nu-mi venea să cred cât de mare era diferența între omul sălbatic și cel civilizat: este mai mare decât între un animal sălbatic și unul domesticit, cu atât mai mult cu cât la om există o mai mare putere de îmbunătățire.” Dimpotrivă, despre Jemmy a spus că „mi se pare și mai minunat, când mă gândesc la toate calitățile lui, că el a fost din aceeași rasă cu ei, și fără îndoială a luat parte din același caracter, cu sălbaticii mizerabili pe care i-am întâlnit aici.” (După patru decenii, și-a amintit aceste impresii The Descent of Man și le-a folosit ca argument pentru ideea sa că oamenii provin dintr-o „formă inferioară”, și că societatea civilizată a apărut treptat dintr-o stare mai primitivă. Și-a amintit cât de îndeaproape se asemănau băștinașii de pe bordul lui Beagle „cu noi în dispoziție și în mare parte din facultățile mintale.”)
La insula "Buttons Land" la 23 ianuarie 1833 au înființat o misiune, cu colibe, grădini, mobilă și produse de olărit, dar după nouă zile, ele fuseseră prădate și împărțite în mod egal între băștinași. Matthews a renunțat, alăturându-se navei și lăsându-i pe cei trei localnici civilizați să-și continue misionariatul. Beagle a mers de acolo în insulele Falkland unde a sosit imediat după reocuparea lor de către britanici. Darwin a studiat relațiile dintre specii și habitatele lor și a mai găsit și alte fosile similare celor găsite în Țara Galilor. Fitzroy a adus un schooner să ajute la cercetările hidrografice, după care a revenit în Patagonia unde acestuia i s-a montat o nouă carenă de cupru și unde a fost botezat Adventure. Darwin a fost ajutat de Syms Covington să conserve specimenele și a avut atât de mult succes la colectare încât, cu acordul lui FitzRoy, l-a angajat pe Covington ca servitor cu normă întreagă în schimbul unui salariu de 30 de lire pe an.

#### Gauchos, nandu, fosile și geologie
Cele două vase s-au deplasat la Río Negro în Argentina și la 8 august 1833 Darwin a plecat într-o altă călătorie pe continent însoțit de gauchos. În ziua de 12 august s-a întâlnit cu generalul Juan Manuel de Rosas care pe atunci conducea o expediție de pedepsire a amerindienilor băștinași, și a obținut de la el un pașaport. În timp ce traversau pampasul, gauchos și amerindienii i-au spus lui Darwin de o specie rară minusculă de nandu. După trei zile petrecute la Bahía Blanca, s-a plictisit să-l mai aștepte pe Beagle și la 21 august a revizitat Punta Alta unde a revizuit geologia sitului în lumina noilor informații, întrebându-se dacă oasele nu sunt mai vechi decât scoicile. A avut mult succes în căutarea de oase, iar la 1 septembrie a găsit un schelet aproape întreg cu oasele încă poziționate la locul lor.
A plecat din nou și, la 1 octombrie, în timp ce făcea căutări pe stâncile de pe malul râului Carcarañá, a găsit ”un dinte enorm de ros” după care, într-o stâncă de pe râul Paraná, a văzut „două grupuri mari de oase imense” care erau prea moi pentru a fi colectate, dar a putut să identifice un fragment de dinte ca aparținând unui mastodont. Boala l-a întârziat la Santa Fe, și după ce a văzut carcasa fosilizată a unui tatu uriaș încastrată în stâncă, a rămas uimit când a găsit un dinte de cal în același strat de stâncă, de vreme ce caii fuseseră introduși pe continentul american doar după migrația europenilor. Ei au luat o barcă cu care au călătorit pe râul Paraná la Buenos Aires dar a fost prins într-o revoluție, întrucât rebelii aliați cu Rosas au asediat orașul. Pașaportul primit anterior l-a ajutat și, împreună cu Covington, a reușit să scape într-o barcă plină cu refugiați. Ei s-au reîntâlnit cu Beagle la Montevideo.
Întrucât studiile hidrografice încă se derulau, Darwin a plecat într-o altă gălătorie „la galop” de 600 km prin Banda Oriental pentru a vedea râul Uruguay și a vizita Estancia domnului Keen de lângă Mercedes pe Río Negro. La 25 noiembrie, a auzit de „niște oase uriașe, care, ca de obicei, s-au dovedit a fi de Megatherium” dar a putut extrage doar câteva fragmente rupte, după care a doua zi a vizitat o casă din apropiere și a cumpărat, în schimbul a doi șilingi „un cap de Megatherium care când a fost găsit probabil fusese aproape perfect”, deși dinții se rupseseră de atunci și mandibula se pierduse. Dl. Keen a aranjat trimiterea craniului pe râu la Buenos Aires. La Las Piedras un cleric l-a lăsat să vadă mai multe fosile, printre care o coadă ca o bâtă pe care a schițat-o, denumind-o „o armă extraordinară”. Notele sale conțineau și o pagină de unde rezultă că și-a dat seama că malurile stâncoase ale râurilor expun două strate formate într-un estuar, întrerupte de un strat submarin, indicând că pământul se înălțase, după care s-a prăbușit.

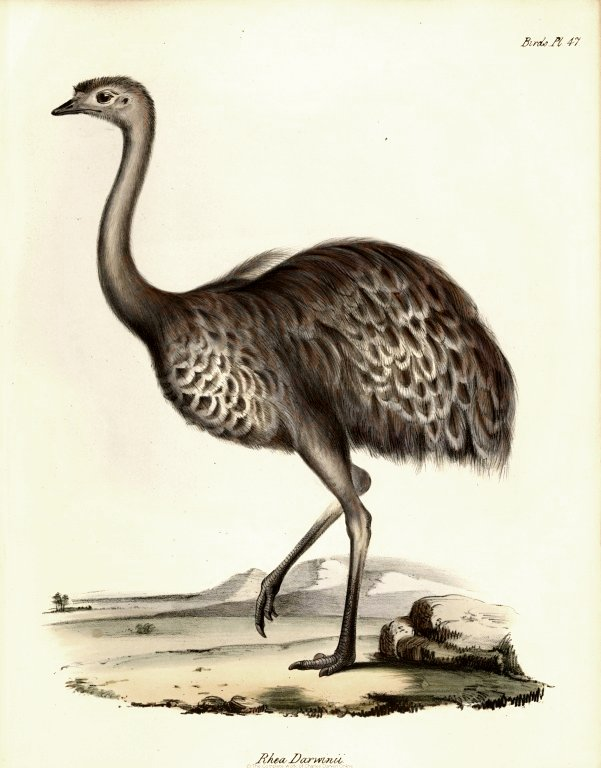
Ilustrare a nandului lui Darwin, publicată în 1841 în descrierea făcută de John Gould păsărilor colectate în timpul călătoriei lui Beagle.

Întors la Montevideo, Darwin a făcut cunoștință cu Conrad Martens, artistul înlocuitor adus la bordul lui Beagle după ce Augustus Earle a trebuit să plece din cauza problemelor de sănătate. Ei s-au deplasat apoi pe mare spre sud, ancorând la Puerto Deseado la 23 decembrie, iar a doua zi Darwin a împușcat un guanaco pe care l-a mâncat la cina de Crăciun. La începutul noului an, Martens a împușcat un nandu pe care l-au mâncat înainte ca Darwin să-și dea seama că este mult căutatul nandu pitic, și a păstrat oasele. La 9 ianuarie 1834, la 180 km spre sud, au ajuns la Puerto San Julián și, în timp ce explorau geologia stâncilor locale din preajma portului, Darwin a găsit vertebre și piciorul din spate al unui „animal mare, cred eu, un mastodont”. La 26 ianuarie, ei au intrat în strâmtoarea Magellan și la golful Sf. Gheorghe s-au întâlnit cu niște „uriași” patagonezi semicivilizați, de peste 1,8 m înălțime, descriși de Darwin ca „naturaliști practici excelenți”. Unul i-a spus că nandul pitic este singura specie care trăiește atât de la sud, în vreme ce speciile mai mari trăiau doar în nord, ele întâlnindu-se în zona bazinului Rio Negro.
După alte cercetări în Țara de Foc, ei s-au întors la 5 martie 1834 să-i viziteze pe misionari, dar au găsit colibele părăsite. În canoe, s-au apropiat și au găsit că unul dintre băștinași era Jemmy Button, care își pierduse lucrurile și revenise la tradiția băștinașilor, luându-și nevastă. Darwin nu mai văzuse „o așa completă și dureroasă schimbare”. Jemmy a venit la bord și a cinat folosind corect tacâmurile, vorbind engleza la fel de bine ca întotdeauna, după care i-a asigurat că nu dorește câtuși de puțin să revină în Anglia și că este „fericit și mulțumit”, dându-le în dar piei de vidră și capete de săgeți înainte de a se întoarce cu canoea la soția lui. Despre prima vizită, Darwin scrisese că „văzând asemenea oameni, nu-ți vine să crezi că sunt creaturi din aceeași specie puse să trăiască pe aceeași lume. .... Este un subiect de conjectură; de ce plăcere în viață se pot bucura animalele mai puțin dotate? Cât se poate cere de la acești oameni”, și totuși Jemmy se adaptase ușor la civilizație, după care alesese să revină la modul de viață primitiv. Aceasta ridica întrebări stânjenitoare; intra în contradicție cu viziunile pe care Charles Lyell și le exprima în volumul 2 din Principiile geologiei, acelea că rasele umane „prezintă doar o mică deviere de la un standard comun”, și că acceptarea transmutațiilor înseamnă renunțarea la credința omului în „înalta genealogie a speciei sale”.
În această perioadă, Darwin a scris Reflection on reading my Geological notes (Reflecții după citirea notelor mele geologice), primul dintr-o serie de eseuri incluse în notele sale. El a făcut speculații privind posibilele cauze ale faptului că pământul se înalță în mod repetat, și privind istoria vieții în Patagonia ca secvență de specii cu nume.
Ei s-au întors în Insulele Falkland la 16 martie, imediat după un incident în care gauchos și amerindienii măcelăriseră mai mulți membri veterani ai așezării lui Vernet, și au ajutat la înăbușirea revoltei. Darwin a observat numărul imens de organisme care depindeau de pădurile de vareci. A primit din partea lui Henslow vestea că primul lot de specimene trimis de el ajunsese la Cambridge, fosilele sud-americane fiind prețuite de expertul William Clift deoarece demonstrau existența unor specii și ale unor trăsături ale Megatheriumului până atunci necunoscute. Ele au fost expuse de William Buckland și de Clift în fața celor mai de seamă oameni de știință britanici, construindu-i o semnificativă reputație lui Darwin.
Beagle s-a deplasat apoi în Patagonia de sud, și, la 19 aprilie, o expediție din care făceau parte FitzRoy și Darwin a plecat cu bărcile cât mai departe posibil pe râul Santa Cruz, toți cei implicați vâslind pe rând bărcile înspre amonte. Râul trecea printr-o serie abrupturi, apoi prin platouri care formau câmpii largi acoperite cu scoici și prundiș, iar Darwin a discutat cu FitzRoy interpretarea că aceste terase fuseseră țărmuri care s-au ridicat treptat în conformitate cu teoriile lui Lyell. Câteva exemplare de nandu pitic s-au zărit la distanță, dar nu au putut fi prinse. Expediția s-a apropiat de Anzi, dar a trebuit să se întoarcă.
Darwin și-a rezumat speculațiile în eseul despre Înălțarea Patagoniei. Deși încă timid, el punea la îndoială ideile lui Lyell. Darwin s-a bazat pe măsurătorile efectuate de ofițerii de pe Beagle, ca și pe cele ale sale pentru a propune că aceste câmpii se înălțaseră în etape succesive sub acțiunea unor forțe ce acționau pe o zonă mai mare, și nu prin acțiuni pe scară restrânsă într-o mișcare continuă. El l-a susținut, însă, pe Lyell prin găsirea de dovezi care infirmau o catastrofă bruscă atunci când procesele normale se accelerau brusc. Scoicile găsite departe în interiorul continentului și care încă erau colorate i-au sugerat că procesul fusese unul relativ recent, și că ar fi putut afecta istoria umană.

#### Coasta vestică a Americii de Sud

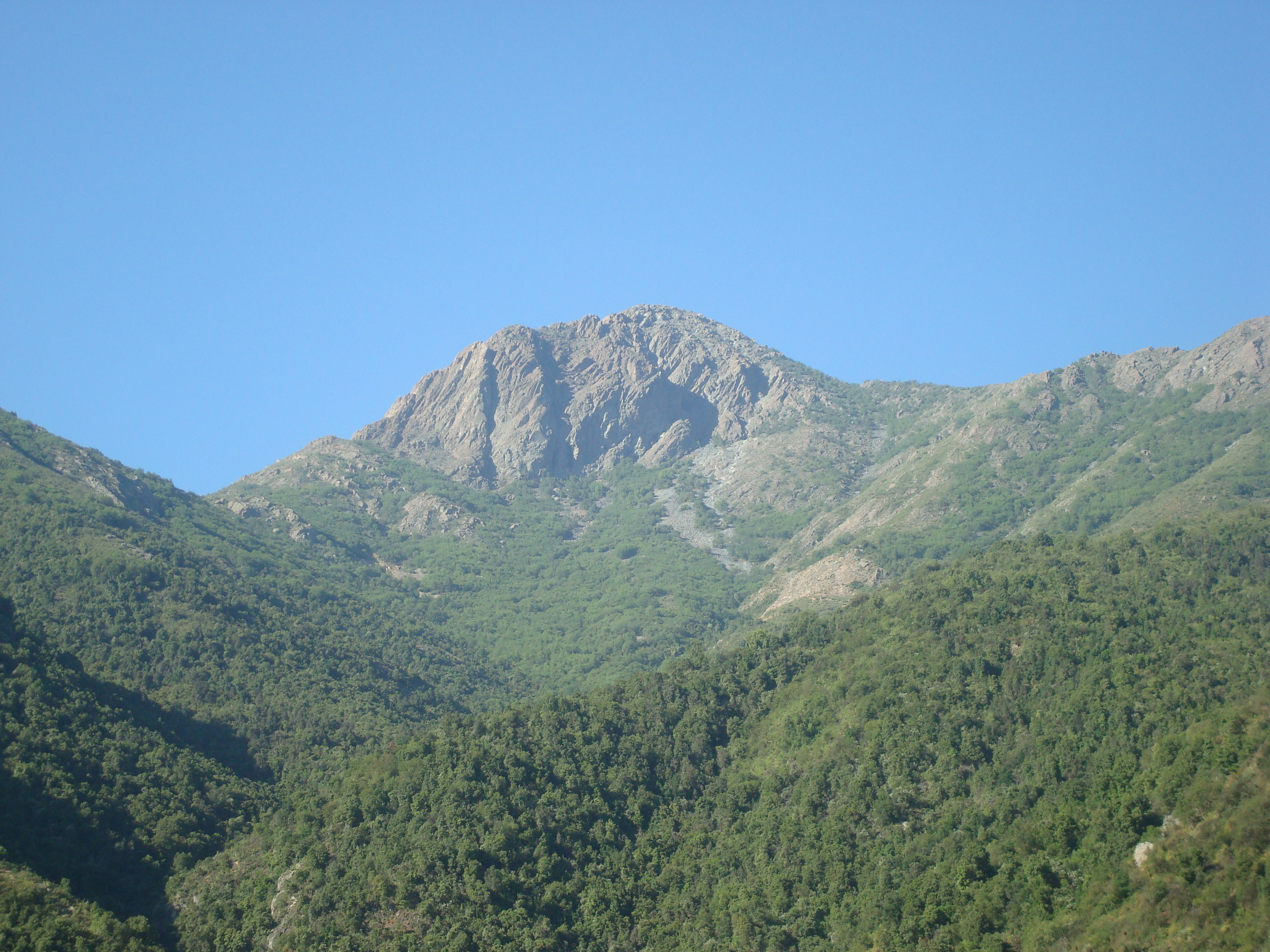
Cerro La Campana, munte escaladat de Darwin la 17 august 1834.

Beagle și Adventure au efectuat cercetări în strâmtoarea Magellan, după care au înaintat spre nord de-a lungul coastei vestice, ajungând la Insula Chiloé din umedul și des împăduritul arhipelag Chonos la 28 iunie 1834. După aceea, au petrecut următoarele șase luni cercetând coasta și insulele dinspre sud.
Au ajuns la Valparaiso la 23 iulie. După mai multe drumeții prin zonă, Darwin a făcut rost de cai și, la 14 august, a plecat către Anzii vulcanici împreună cu un însoțitor. După trei zile, ei au petrecut o zi plăcută pe vârful Cerro La Campana. Darwin a vizitat o mină de cupru mine și a petrecut cinci zile escaladând munți înainte de a se duce la Santiago de Chile. Pe drumul de întoarcere, s-a îmbolnăvit la 20 septembrie și a trebuit să stea la pat o lună. Este posibil ca el să fi contractat boala lui Chagas, ceea ce a condus apoi la probleme grave de sănătate după întoarcere, dar diagnosticul simptomelor sale este încă în dubiu. A aflat că Amiralitatea l-a mustrat pe FitzRoy pentru achiziția lui Adventure. FitzRoy a suportat greu mustrarea, a vândut vasul și a anunțat că se vor întoarce să refacă studiile efectuate de Adventure, după care a demisionat, îndoindu-se de sănătatea sa mintală. Ofițerii săi l-au convins în cele din urmă să-și retragă demisia și să-și reia misiunea. Artistul Conrad Martens a părăsit expediția și a luat un alt vas către Australia.
După ce l-a așteptat pe Darwin, Beagle a călătorit la 11 noiembrie către arhipelagul Chonos pentru cercetări. De acolo, ei au văzut erupția vulcanului Osorno din Anzi. Apoi au înaintat spre nord, iar Darwin și-a pus întrebări despre fosilele găsite. Uriașii mastodonți și megatherium erau dispăruți, dar nu găsise niciun indiciu geologic despre un „dezastru diluvian” sau despre o schimbare de circumstanțe care, conform vederilor lui Lyell, să ducă la pierderea adaptării speciilor la nișa pe care au fost create să o ocupe. El era de acord cu ideea lui Lyell despre „nașterea și moartea treptată a speciilor”, dar, spre deosebire de Lyell, Darwin era dispus să creadă ideile lui Giovanni Battista Brocchi cum că speciile dispărute cumva au îmbătrânit și s-au stins.

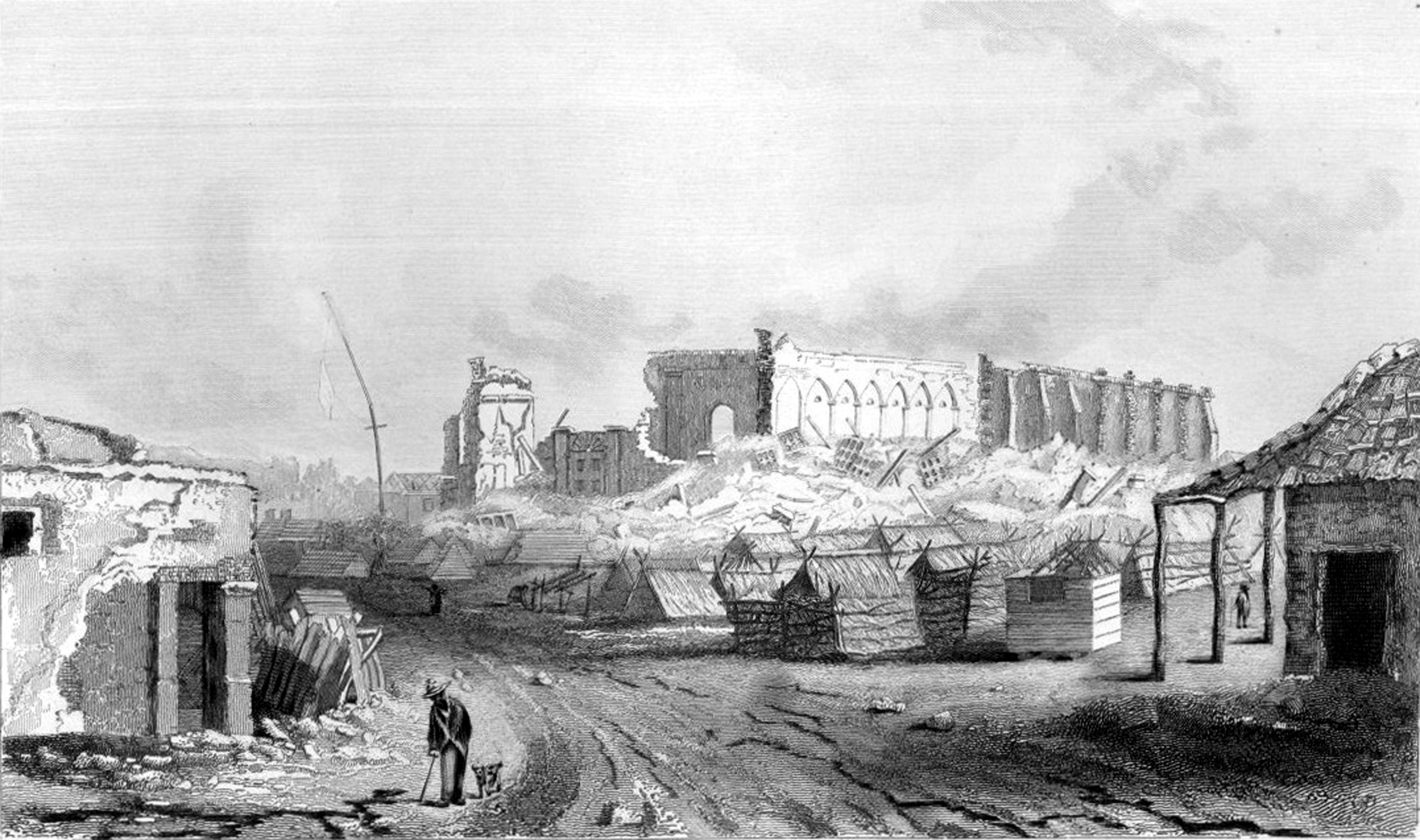
Concepción după cutremur, desenat de locotenentul John Clements Wickham de pe Beagle.

Au sosit în portul Valdivia la 8 februarie 1835, după care, după douăsprezece zile, Darwin era pe țărm când a avut loc un mare cutremur, găsind la întoarcere portul grav afectat. Au plecat apoi și au navigat circa 360 km nord către Concepción, Chile, și au sosit acolo la 4 martie, constatând că același cutremur devastase și acest oraș cu replici repetate și un tsunami, chiar și catedrala fiind în ruine. Darwin a observat ororile morții și distrugerilor, iar FitzRoy a efectuat cercetări hidrografice și a găsit că unele terenuri acoperite cu midii se aflau acum deasupra apei chiar și la flux, o dovadă clară că pământul s-a înălțat în urma cutremurului cu circa 2,7 m, măsurători confirmate după o lună. Ei au observat chiar procesul treptat de înălțare a continentului din ocean, așa cum indicase Lyell.
Întors la Valparaiso, Darwin a plecat într-o altă drumeție în Anzi și, la 21 martie, a ajuns la cumpăna apelor, la altitudinea de 4.000 m: chiar și aici, el a găsit scoici fosile în rocă. El a afirmat că glorioasa priveliște „era ca și cum ai privi o furtună, sau ai asculta în toată splendoarea lui orchestra unui cor al Mântuitorului”. După ce a călătorit apoi la Mendoza, expediția se întorcea pe o altă trecătoare când au găsit o pădure de copaci pietrificați și fosilizați, cristalizați într-un abrupt de gresie, din care a dedus că acel loc se afla pe plaja Pacificului când pământul s-a scufundat, îngropându-se în nisip care a fost comprimat și transformat în stâncă, după care s-a înălțat treptat împreună cu continentul, ajungând la 2.100 m altitudine în munți. La întoarcerea la Valparaiso cu specimene ce ocupau jumătate de încărcătură de catâr, i-a scris tatălui său că descoperirile sale, dacă vor fi acceptate, vor fi cruciale pentru teoria formării lumii. După o altă expediție grea în Anzi, în timp ce Beagle era în lucrări de recondiționare, i s-a realăturat și cu toții au mers la Lima, găsind acolo o insurecție armată în plină desfășurare, trebuind să rămână pe vas. Aici își scria notițele când și-a dat seama că ideea lui Lyell că atolii de corali se aflau pe marginea conurilor unor vulcani stinși avea mai puțin sens decât cea că vulcanii s-au scufundat treptat astfel încât recifele de corali din jurul insulei au continuat să se acumuleze aproape de nivelul mării și au devenit atol pe măsură ce vulcanii dispăreau sub ei. Această teorie a fost examinată ulterior de el când a ajuns la asemenea insule.

### Insulele Galápagos
La o săptămână după plecarea din Lima, Beagle a ajuns la Insulele Galápagos în ziua de 15 septembrie 1835. A doua zi, căpitanul FitzRoy a ancorat lângă locul actualului oraș Puerto Baquerizo Moreno de pe Insula San Cristóbal. În locul cunoscut acum sub numele de Cerro Tijeretas, Darwin și-a petrecut prima oră pe arhipelag.
Darwin abia aștepta să vadă insule vulcanice proaspăt formate, și a profitat de orice ocazie de a merge pe uscat în timp ce Beagle era mutată metodic în jurul insulei pentru cartografierea coastei. A găsit lavă vulcanică neagră sub formă de pietre sfărâmate încălzită de soarele fierbinte și a făcut însemnări geologice detaliate despre trăsăturile de relief întâlnite, inclusiv conurile vulcanice asemănătoare unor hornuri, care îi aminteau de turnătoriile de fier din Staffordshire. Speranța sa de a vedea vulcani activi și de a găsi straturi de rocă ce prezintă înălțare au fost deșarte, deși unul dintre ofițeri a găsit cochilii de stridii sparte la mare înălțime deasupra mării pe una din insule. Numeroasele țestoase uriașe de Galápagos îi păreau a fi aproape antediluviene, iar iguanele de mare negre și mari i se păreau a fi „niște șopârle dezgustătoare și stângace” bine adaptate habitatului lor – el scria că cineva le numise „demoni ai întunericului”. Darwin învățase de la Henslow cum se studiază distribuția geografică a speciilor, și în special aflase despre speciile aflate în legătură pe insulele oceanice și pe continentele apropiate, așa că a încercat să colecteze plante înflorite. A găsit din belșug desișuri de arbuști „prăpădiți” din doar zece specii, și foarte puține insecte. În mod remarcabil, păsările nu se temeau aproape deloc de oameni, și în prima sa notă de teren a consemnat o pasăre mimus trifasciatus similară celor văzute pe continent.

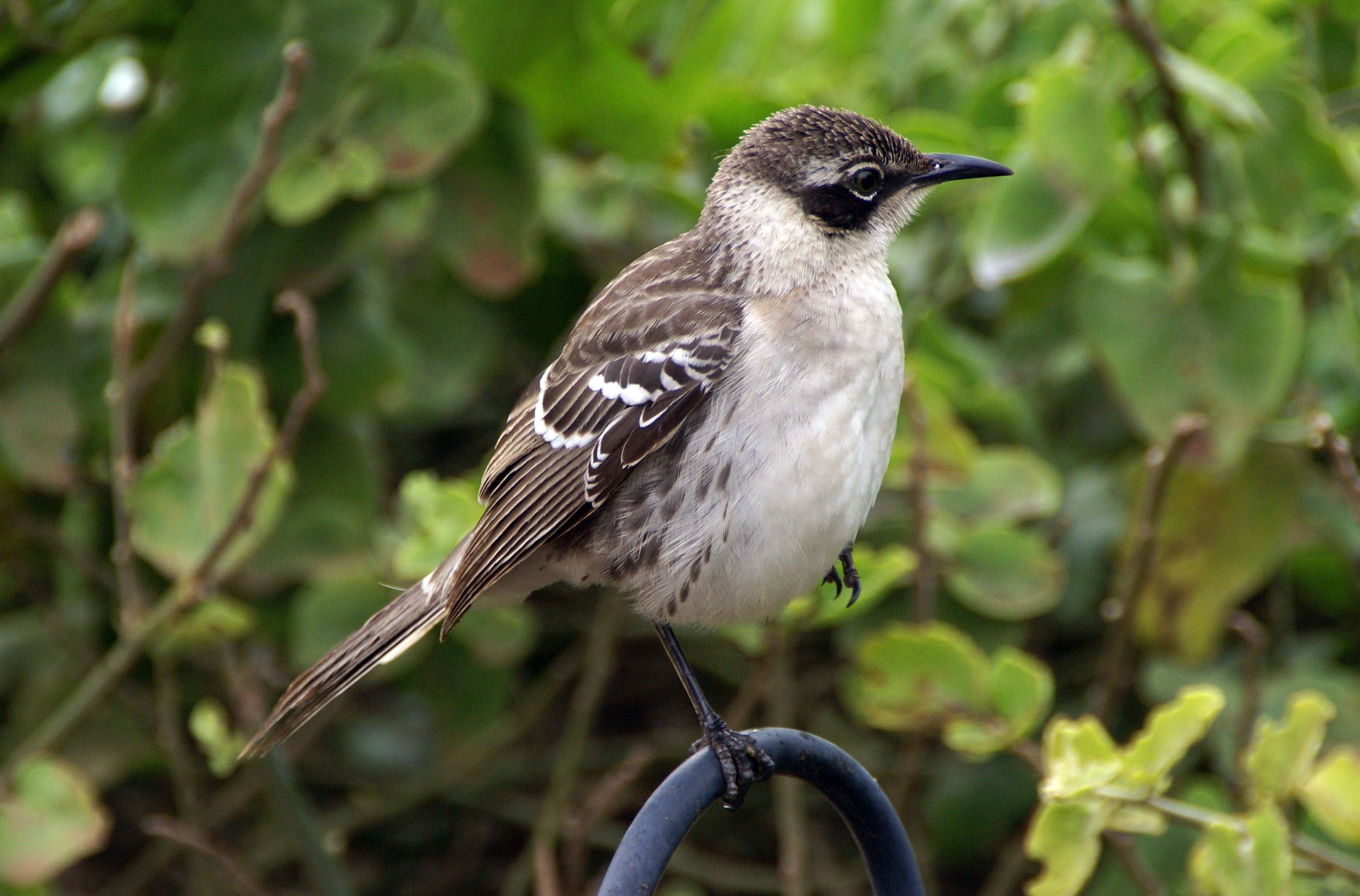
Diferite păsări de pe Galápagos prinse de Darwin se asemănau cu cele din Chile (Mimus Thenka), dar erau diferite de la insulă la insulă.

Beagle a călătorit apoi la Insula Floreana. Din întâmplare, acolo s-au întâlnit cu englezul Nicolas Lawson, guvernator al Galápagosului în numele Republicii Ecuatorului, care i-a însoțit la colonia penitenciară. Se spunea că țestoasele aveau carapace de formă diferită de la insulă la insulă, iar Darwin a notat afirmația lui Lawson, care a spus că dacă vede o țestoasă, poate spune cu precizie de pe ce insulă a fost adusă. Deși Darwin și-a amintit mai târziu acest aspect, el nu i-a dat la momentul respectiv prea multă atenție. A găsit, în schimb, un exemplar de mimus trifasciatus și a avut „norocul de a observa” că este diferită de specimenul din Insula San Cristobal, așa că de atunci încolo, a notat cu atenție unde a capturat fiecare exemplar de mimus. A strâns cu meticulozitate exemplare din toate animalele, plantele, insectele și reptilele, și a făcut speculații că va găsi „din comparații viitoare cărui district sau «centru de creație» trebuie atașate ființele din acest arhipelag”. În acest moment, gândurile sale reflectau respingerea de către Lyell a transmutației speciilor.
De acolo, ei au călătorit în Insula Isabela, unde Darwin a văzut un mic jet de fum dintr-un vulcan recent activ. La 1 octombrie, a debarcat lângă micul golf Tagus și a explorat craterul Beagle. Acolo, a văzut prima iguană terestră de Galápagos. Gropile cu apă nu conțineau apă de băut, dar atrăgeau numeroase păsări mici, iar Darwin a notat unica prezență a pițigoiului pe care nu a etichetat-o după insulă. A prins un exemplar dintr-o a treia specie de mimus.
După ce a trecut de insulele nordice Pinta, Genovesa și Marchena, Darwin a fost lăsat la țărm pe Insula Santiago timp de nouă zile împreună cu medicul Benjamin Bynoe și cu servitorii lor, și au colectat tot soiul de specimene în timp ce Beagle s-a întors la Insula San Cristobal pentru apă proaspătă.
După alte cercetări, Beagle a plecat spre Tahiti la 20 octombrie 1835. Darwin și-a scris notițele, și a constatat cu surprindere că toate speciile de mimus capturate pe insulele Floreana, Isabela, Santiago și San Cristobal diferă de la insulă la insulă. El a scris: „aceste păsări ce sunt atât de aproape înrudite cu Thenca din Chili (Callandra lui B. Ayres) ... există ca varietăți sau specii distincte pe insule diferite.— am patru specimene din tot atâtea insule.— se va găsi că acestea sunt 2 sau 3 varietăți.— fiecare varietate este constantă pe propria insulă....".

### Din Tahiti în Australia
Au continuat drumul, hrănindu-se cu țestoase de Galapagos, și au trecut de atolul Honden la 9 noiembrie. Au trecut prin arhipelagul Tuamotus, Darwin remarcând „un aspect foarte neinteresant; o plajă lungă de un alb strălucitor sub o linie verde-deschis de vegetație." Sosit în Tahiti la 15 noiembrie, a devenit rapid interesat în vegetația luxuriantă și în compania plăcută a băștinașilor inteligenți care au demonstrat avantajele creștinismului, infirmându-i acuzațiile pe care le auzise despre misionari tiranici care au perturbat grav culturile indigene.
La 19 decembrie, au ajuns în Noua Zeelandă, unde Darwin i-a considerat pe băștinașii Māori tatuați niște sălbatici cu un caracter de un ordin inferior tahitienilor, și a consemnat că ei și casele lor erau „mizerabil de murdare și respingătoare”. A văzut misionari care obținuseră ameliorări de caracter, precum și introducerea agriculturii cu o „fermă englezească” unde lucrau băștinași. Richard Matthews a fost lăsat acolo, împreună cu fratele său mai mare Joseph Matthews care era misionar la Kaitaia. Darwin și FitzRoy au căzut de acord că misionarii fuseseră denigrați pe nedrept în unele pamflete, în special unul scris de artistul Augustus Earle, un exemplar din care avea Darwin pe vas. Darwin a consemnat și că mulți locuitori englezi aveau un caracter prost, între aceștia numărându-se deținuți evadați din New South Wales. La 30 decembrie, a părăsit bucuros Noua Zeelandă.
La prima vedere a Australiei la 12 ianuarie 1836, și-a amintit de Patagonia, dar interiorul continentului i-a plăcut mai mult, devenind plin de admirație față de agitatul oraș Sydney. Într-o călătorie în interior, a dat peste un grup de aborigeni care erau „bine-dispuși & plăcuți & păreau departe de ființele total degradate din unele descrieri ale lor”. În schimbul unui șiling, i-au făcut o demonstrație de aruncarea suliței, iar el a constatat cu tristețe cum numărul lor scade rapid. La o fermă mare de ovine, a plecat la vânătoare cu un grup, și a prins primul său marsupial, un "potoroo" (cangur-șobolan). Reflectând asupra ciudatelor animale din această țară, el s-a gândit că un necredincios „ar putea exclama: «Desigur, doi creatori diferiți trebuie să fi lucrat; obiectul muncii lor trebuie să fi fost, totuși, același & sigur scopul în fiecare caz s-a îndeplinit»,” deși un leu al furnicilor văzut de el era foarte similar echivalentului său european. În acea seară, el a văzut un și mai ciudat ornitorinc și a remarcat că ciocul său este moale, spre deosebire de specimenele împăiate pe care le văzuse. Poveștile aborigenilor cum că aceștia depuneau ouă nu erau crezute decât de puțini europeni.
Beagle a vizitat Hobart, Tasmania, unde Darwin a fost impresionat de compania plăcută a înaltei societăți a coloniștilor, dar a remarcat că „negrii aborigeni au fost îndepărtați & păstrați (în realitate ca prizonieri) pe un promontoriu, al cărui gât este păzit. Cred că nu s-a putut evita această crudă măsură; deși fără îndoială comportamentul greșit al albilor a dus de la bun început la această stare de necesitate.” Apoi, au călătorit la strâmtoarea Regele George din sud-vestul Australiei, o așezare eșuată, pe atunci în proces de a fi înlocuită cu Colonia Swan River. Darwin a fost impresionat de „buna dispoziție a negrilor aborigeni... deși adevărați sălbatici, este imposibil să nu simți o atracție către așa niște oameni buni la suflet”. Un grup de aborigeni din două triburi l-a primit pe Darwin cu dansuri tradiționale „Corrobery”, iar el le-a oferit orez fiert, spre marea bucurie a femeilor și copiilor, deși a descris scena ca fiind „o prea grosolană și barbară scenă”, în care toată lumea părea veselă, „toți mișcându-se într-o hidoasă armonie” și „perfect relaxați”. Plecarea lui Beagle pe furtună a fost amânată după ce vasul a fost împins la țărm. După ce a fost readusă pe linia de plutire, drumul a continuat.

### Insula Keeling și drumul spre casă
Instrucțiunile primite de FitzRoy de la Amiralitate impuneau un studiu geologic detaliat asupra unui atol circular de corali pentru a cerceta formarea recifelor de corali, în special dacă aceștia se ridică de la fundul mării sau de pe vârfurile unor vulcani stinși, precum și efectele mareelor măsurate cu instrumente special construite în acest scop. El a ales Insulele Keeling din Oceanul Indian, iar la sosirea la 1 aprilie, întregul echipaj a trecut la lucru. Gama de plante native insulei era limitată, și nu existau păsări de uscat, ci doar crabi pustnici pretutindeni. Lagunele erau pline de o gamă largă de nevertebrate și pești, iar Darwin a analizat structura atolului în lumina teoriei pe care o dezvoltase la Lima, aceea că recifele care încercuiesc o insulă devin atoli după ce insula se scufundă. Această ideea era susținută de numeroasele măsurări acustice ale adâncimii efectuate de FitzRoym, care relevau în exteriorul recifului o pantă abruptă fără corali vii sub 20–30 de stânjeni (10–15 m).
Sosit în Mauritius la 29 aprilie 1836, Darwin a fost impresionat de prosperitatea civilizată a coloniei franceze trecute sub dominație britanică. El s-a plimbat pe insulă, analizând munții ei vulcanici și recifele de corali de pe margini. Directorul de geodezie, căpitanul Lloyd, l-a plimbat călare pe singurul elefant de pe insulă să vadă o câmpie înaltă de corali. În acel moment, FitzRoy tocmai își termina jurnalul (Narrative) călătoriei lui Beagle și, după ce a citit jurnalul lui Darwin, a propus ca acesta să fie inclus și el în relatare, sugestie discutată de Darwin cu familia sa.
Beagle a sosit la Capul Bunei Speranțe la 31 mai. În Cape Town, Darwin a primit o scrisoare datată 29 decembrie de la sora lui, Caroline, care i-a spus că faima sa se răspândea. Henslow îi spusese tatălui lor că Darwin va deveni unul din cei mai de seamă naturaliști, și tipărise o carte cu circulație restrânsă, conținând extrase din scrisorile lui Darwin despre geologia Americii de Sud. O lectură de către Sedgwick a acestor extrase fusese anunțată în The Athenæum. Darwin s-a speriat că vorbele sale scrise fără vreo grijă ajunseseră tipărită, dar No hay remedio (nu se mai poate evita). A explorat geologia zonei, ajungând la unele concluzii privind formațiunile de plăci și injecțiile de granit asemănătoare unor lichide, care păreau să infirme ideile lui Lyell și Sedgwick. Zoologul Andrew Smith i-a arătat unele formațiuni, și apoi a discutat cu el despre animalele mari care trăiau cu vegetație rară, arătând că lipsa vegetației luxuriante nu explică dispariția creaturilor uriașe din America de Sud.
Pe la 15 iunie, Darwin și FitzRoy au vizitat pe renumitul astronom Sir John Herschel. În jurnalul lui, Darwin a relatat că acesta a fost „un prea-memorabil eveniment, de care, vreme îndelungată, am avut fericirea de a mă bucura”. Apetitul său pentru știință fusese stârnit la Cambridge citind cartea lui Herschel despre filosofia științei, carte care i-a îndrumat activitatea teoretică din timpul călătoriei. Discuția nu a fost înregistrată dar, după câteva luni, la 20 februarie 1836, Herschel i-a scris lui Lyell lăudându-l pentru Principiile Geologiei, o carte care, după părerea lui, va aduce „o totală revoluție în domeniu, modificând în întregime punctul de vedere după care va fi studiat”, deschizând calea către îndrăznețe speculații despre „misterul misterelor, înlocuirea speciilor dispărute de către altele.” Herschel însuși credea că extincțiile catastrofale urmate de reapariții erau „o concepție inadecvată asupra Creatorului”, și prin analogie cu alte cauze intermediare, „apariția de noi specii, dacă va ajunge să fie cunoscută de noi, va fi găsită un proces natural, și nu unul miraculos”.
În Cape Town, misionarii erau acuzați de provocarea tensiunilor rasiale și de speculă, și după ce Beagle a ridicat ancora la 18 iunie, FitzRoy a scris o scrisoare deschisă către publicația evanghelică South African Christian Recorder despre Starea morală din Tahiti incluzând extrase din jurnalul său și din cel al lui Darwin pentru a apăra reputația misionarilor. Scrisoarea a fost dată unui vas întâlnit în drum, care a dus-o înapoi la Cape Town, pentru a deveni prima lucrare publicată de FitzRoy (și de Darwin).
La 8 iulie, s-a făcut o oprire pe Sf. Elena pentru șase zile. Darwin s-a cazat lângă mormântul lui Napoleon, și apoi i-a scris lui Henslow cerând să fie propus spre admitere în Geological Society, menționând suspiciunile sale „că spre deosebire de majoritatea insulelor vulcanice, structura sa este relativ complexă. Pare ciudat, că acest mic centru al unei creații distincte ar purta, așa cum se presupune, semne ale unei înălțări de dată recentă.” Cu o călăuză, s-a plimbat pe insulă, observând stratele complexe de pe pante, cu falii, intercalate cu dyke-uri vulcanice. El a analizat albiile de scoici de pe dealuri, care demonstrau că Sf. Elena se înălțase din ocean relativ recent, dar Darwin le-a identificat ca specii dispărute de scoici de uscat. El a consemnat că pădurile fuseseră distruse de capre și porci, care se sălbăticiseră după ce fuseseră introduse în 1502, iar vegetația nativă predomina doar pe crestele înalte și abrupte, fiind înlocuită de specii importate.
În acest moment, Darwin era deja foarte interesat de biogeografia insulei, iar descrierea dată de el Insulei Sf. Elena ca un „mic centru de creație” în jurnalul său geologic reflectă speculațiile lui Charles Lyell din volumul 2 din Principiile geologiei cum că insula ar fi fost un „punct focal al forței creative”. Ulterior, și-a amintit că crezuse în permanența speciilor, dar că „din câte îmi amintesc, prin mintea mea ocazional treceau vagi îndoieli”. Când și-a organizat notele ornitologice în perioada iunie–august, Darwin a completat primele note asupra păsării-mim din Galapagos Mimus thenca:

Aceste păsări sunt strâns legate în aspect cu Thenca din Chile sau cu Callandra din la Plata. ... Pe fiecare insulă, fiecare varietate se găsește în mod exclusiv: obiceiurile lor sunt practic identice. Când îmi amintesc, faptul că după forma corpului, forma solzilor și mărimea, spaniolii pot imediat să arate de pe ce insulă a fost adusă o anume țestoasă. Când văd aceste insule una lângă alta, având o cantitate săracă de animale, completată de aceste păsări, dar ușor diferite în structură și ocupând același loc în natură, trebuie să bănuiesc că sunt doar varietăți.
Simplul fapt similar pe care îl cunosc este diferența constant observată — între vulpea estică asemănătoare lupului din insulele Falkland de Est și de Vest.
 Dacă există cel mai mic fundament pentru aceste remarci, zoologia arhipelagurilor — va merita să fie analizată; căci asemenea fapte ar (ar introdus ulterior) submina ideea de stabilitate a speciilor.

Termenul „ar” dinainte de „submina” a fost o adăugire atentă efectuată după scriere, și astăzi este considerată a fi prima urmă de îndoială a lui Darwin referitoare la imuabilitatea speciilor, care l-a condus ulterior să fie convins de transmutanța speciilor și deci de evoluție. Deși suspiciunile sale referitoare la vulpea din Insulele Falkland ar fi putut fi nesustenabile, diferențele la țestoasele din Galápagos au fost reținute, iar ulterior el a scris că fusese puternic impresionat prin martie 1836 de caracterul fosilelor sud-americane și de speciile din arhipelagul Galapagos, remarcând că „aceste fapte provin (în special ultimul) din toate părerile mele”.
Beagle a ajuns în Insula Ascension la 19 iulie 1836, iar Darwin a primit cu încântare scrisori de la surorile sale cu vestea că Sedgwick scrisese „Se descurcă admirabil în S. America, & deja a trimis acasă o colecție peste orice laude.— A fost cel mai bun lucru pe lume pentru el că a mers în călătoria de descoperire— Exista riscul ca el să devină un om leneș: dar caracterul său va fi acum reparat, & dacă Domnul îi va cruța viața, va avea un nume mare în rândul naturaliștilor Europei.” Darwin și-a amintit apoi că s-a „cățărat pe munți... și a făcut stâncile vulcanice să răsune sub ciocanul meu de geolog!.” A fost de acord cu vorba atribuită băștinașilor din Sf. Elena că „știm că trăim pe o stâncă, dar sărmanii din Ascension trăiesc pe un tăciune”, și a remarcat grija pentru a susține „case, grădini și câmpuri aflate lângă vârful muntelui central”. (în anii 1840, Darwin a lucrat cu Joseph Dalton Hooker, care a propus în 1847 ca Marina Regală să importe specii de arbori, proiect demarat în 1850, care a dus la crearea unei păduri alpine artificiale.)
La 23 iulie, au plecat din nou cu gândul să ajungă acasă, dar FitzRoy dorea să se asigure de acuratețea măsurătorilor de longitudine, astfel că a dus vasul din nou dincolo de Atlantic la Bahia în Brazilia pentru a face măsurători de verificare. Darwin s-a bucurat să mai vadă încă o dată frumusețile junglei, dar acum compara „maiestuoșii arbori de Mango cu castanii sălbatici ai Angliei.” Călătoria de întoarcere a fost amânată încă 11 zile de vremea care a obligat pe Beagle să se adăpostească în susul coastei la Pernambuco, unde Darwin a mai analizat roci căutând semne de înălțare, analizând nevertebrate marine la diferite adâncimi în nisip. Beagle a plecat spre casă la 17 august. După o trecere prin furtună cu o oprire pentru provizii în Azore, Beagle a ajuns în cele din urmă la Falmouth, Cornwall, Anglia la 2 octombrie 1836. O placă comemorativă marchează locul sosirii sale în Falmouth.

## Revenirea acasă

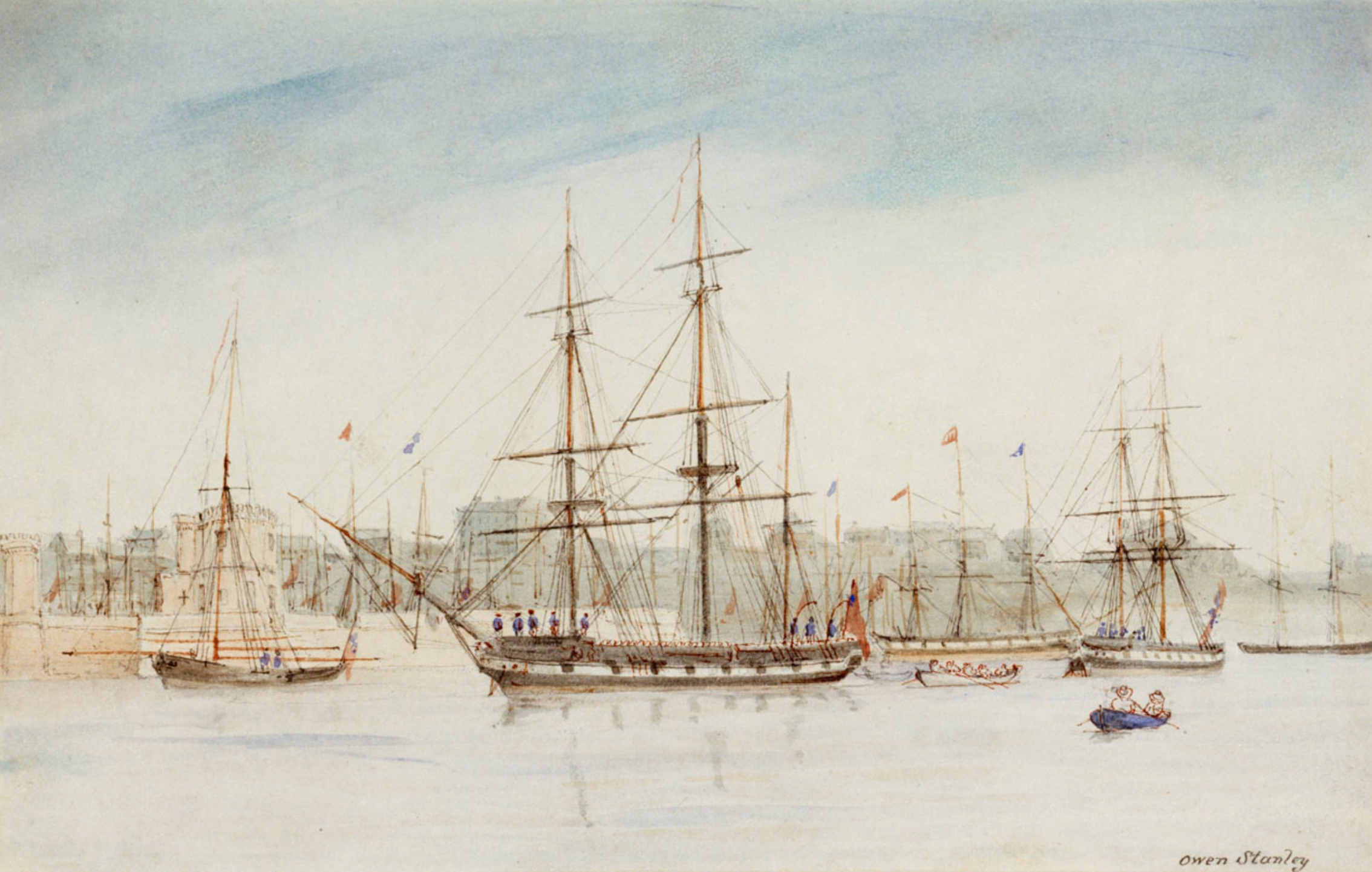
În 1837 HMS Beagle a plecat într-o expediție științifică în Australia, descrisă aici într-o acuarelă din 1841 de Owen Stanley.

La întoarcere, Darwin s-a grăbit să ia trăsura spre casă, sosind târziu în noaptea de 4 octombrie 1836 la The Mount House, casa familiei sale din Shrewsbury, Shropshire. Darwin s-a dus direct la culcare și și-a salutat familia la micul dejun. După zece zile în care s-a pus la curent cu viața familiei, a plecat la Cambridge și a cerut sfatul lui Henslow privind organizarea descrierii și catalogarea colecțiilor sale.
Tatăl i-a dat lui Darwin o rentă care i-a permis să lase deoparte alte opțiuni de carieră și, ca celebritate a lumii științifice, cu o reputație construită cu fosilele strânse și prin publicarea de către Henslow a scrisorilor sale despre geologia sud-americană, s-a perindat pe la mai multe societăți londoneze. În acest moment, el făcea parte din „Establishmentul științific”, colaborând cu experții naturaliști pentru a-și descrie specimenele, și dezvoltând ideile care i-au încolțit în minte în timpul călătoriei. Charles Lyell l-a susținut cu entuziasm. În decembrie 1836, Darwin a ținut o prelegere la Cambridge Philosophical Society. A scris o lucrare prin care a demonstrat că pământul din Chile, ca și continentul sud-american, se înalță încet, lucrare citită la Geological Society of London în ziua de 4 ianuarie 1837.
Darwin s-a gândit să-și publice însemnările împreună cu relatarea lui FitzRoy, dar mai multe rude ale sale, între care Emma și Hensleigh Wedgwood au insistat să fie publicate separat. La 30 decembrie, problema a fost rezolvată după ce FitzRoy a ascultat sfatul lui William Broderip ca jurnalul lui Darwin să constituie volumul al treilea din Narrative. Darwin a început munca de reorganizare și de editare a jurnalului, incorporând material științific din însemnări. Și-a terminat lucrarea intitulată Jurnal și remarci (astăzi cunoscută sub titlul Călătoria lui Beagle) în august 1837, dar FitzRoy a întârziat și cele trei volume au fost publicate în august 1839.
Syms Covington a rămas cu Darwin ca servitor, după care la 25 februarie 1839 (la scurt timp după cununia lui Darwin) Covington s-a despărțit prietenește de Darwin și a emigrat în Australia.

## Lucrări ale specialiștilor pe baza colecțiilor lui Darwin
Darwin dăduse dovadă de un deosebit talent de colecționar și făcuse tot ce a putut pe baza cărților disponibile pe vas. După sosire, a rămas în sarcina specialiștilor recunoscuți să stabilească ce specimene sunt necunoscute, și să ia decizii taxonomice privind definirea și denumirea noilor specii.

### Fosilele
Richard Owen era expert în anatomie comparată iar judecățile informate emise de el au relevat o succesiune de specii similare în aceleași zone, dându-i lui Darwin informații de care ulterior își va aduce aminte ca fiind centrale pentru noile sale vederi. Owen s-a întâlnit cu Darwin la 29 octombrie 1836 și și-a asumat rapid misiunea de a descrie aceste noi fosile. În acel moment, singurele fosile sud-americane de mamifere descrise complet erau cele trei specii de mastodont și megatherium uriaș. La 9 noiembrie, Darwin i-a scris surorii sale că „unele dintre ele se dovedesc a fi adevărate comori”. Scheletul aproape complet de la Punta Alta era, se pare, foarte îndeaproape înrudit cu furnicarii, dar avea dimensiunea unui cal mai mic. Capul de dimensiunea unuia de rinocer cumpărat în schimbul a doi șilingi lângă Mercedes nu era de megatherium, ci „din câte pot ei să-și dea seama, al unui animal rozător. Gândește-te la un șobolan sau un iepure atât de mare— ce fel de pisici or fi existat pe vremea aceea!” În anii următori, Owen a publicat descrieri ale celor mai importante fosile, desemnându-le pe unele ca noi specii.

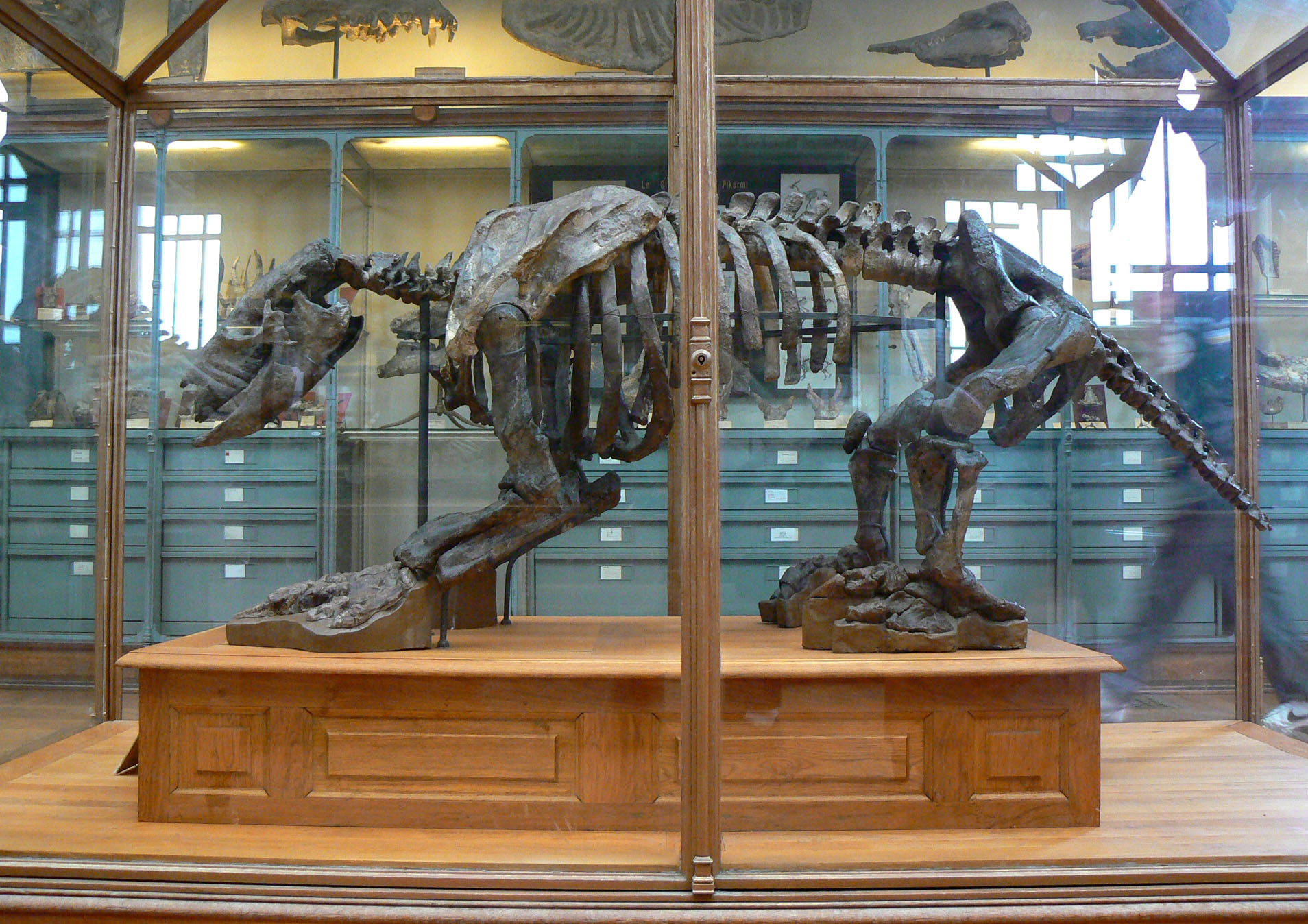
Schelet de Scelidotherium la Paris.

Între fosilele de la Punta Alta se numărau un cap aproape perfect și trei fragmente de capete de Megatherium Cuvierii, mandibula unei specii înrudite denumită de Owen Mylodon Darwinii, și mandibula și maxilarul unui Megalonyx Jeffersonii. Scheletul aproape complet a fost botezat Scelidotherium de către Owen, care a considerat că mare parte din oasele sale erau deja în pozițiile relative corecte. În zona Monte Hermoso din apropierea locului descoperirii sale, printre numeroasele specii de rozătoare se numărau specii înrudite cu tuco-tuco brazilian și cu capibara.
Owen a hotărât că fosilele de plăci poligonale de armură osoasă găsite în mai multe puncte nu provin de la Megatherium, așa cum sugera descrierea lui Cuvier, ci de la un tatu uriaș, așa cum bănuise și Darwin pentru scurt timp. Owen a găsit o descriere a unui specimen anterior (al cărui nume nu era cunoscut), denumit de el în 1839 Glyptodon clavipes. Descoperirea lui Darwin de la Punta Alta, o suprafață de circa 1,5 m pe 0,6 m cu oase ale membrelor posterioare în interiorul armurii strânse, a fost identificată ca un Glyptodont puțin mai mic, denumit Hoplophorus de Lund în același an.
Craniul uriaș găsit lângă Mercedes a fost botezat de Owen Toxodon, acesta arătând și că „dinții rozători uriași” de pe stâncile de pe malurile râului Carcarañá erau molari ai acestei specii. În descoperirile de lângă Mercedes se aflau și un fragment mare de armură de Glyptodont și un cap pe care Owen l-a identificat inițial ca Glossotherium, dar a hotărât ulterior că este mai degrabă un Mylodon. Owen a găsit fragmente de mandibulă și un dinte al unui alt Toxodon între fosilele de la Punta Alta.
Între fosilele de lângă Santa Fé se numărau dintele de cal care îl nedumerise pe Darwin, întrucât înainte se credea că în Americi caii ajunseseră abia în secolul al XVI-lea, apropiat de un dinte de Toxodon și unul de Mastodon andium (astăzi Cuvieronius hyodon). Owen a confirmat că dintele de cal provine de la o specie sud-americană dispărută, botezată de el Equus curvidens, iar vârsta sa a fost confirmată de un dinte corodat de cal între aflat printre fosilele de la Punta Alta. Această descoperire a fost explicată ulterior ca parte a evoluției calului.
Oasele de Mastodont „moi ca brânza” de lângă râul Paraná au fost identificate ca fiind două schelete gigantice de Mastodon andium, și au fost identificați și dinții de mastodont de la Santa Fé și de pe râul Carcarañá. Bucățile de coloană vertebrală un membru posterior de la Puerto San Julián despre care Darwin credea că provin de la „un animal mare, cred că un mastodont”, i-au pus probleme lui Owen, întrucât creatura denumită de el Macrauchenia părea a fi „un pachiderm gigantic și cu totul extraordinar”, înrudit cu Palaeotherium, dar cu afinități cu llama și cămila. Între fosilele de la Punta Alta se număra și un dinte de pachiderm considerat a proveni probabil de la un Macrauchenia.